# Camilla Wicks

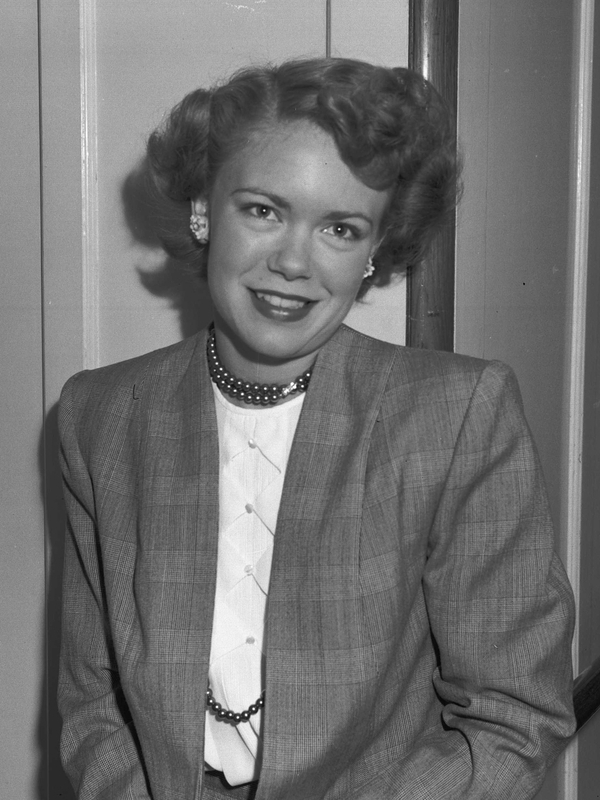
Camilla Wicks, 1949

Camilla Dolores Wicks (* 9. August 1928 in Long Beach, Kalifornien; † 25. November 2020 in Weston, Florida) war eine US-amerikanisch-norwegische Geigerin und Musikpädagogin.

## Leben
Die Tochter des Geigers und Musikpädagogin Ingwald Wicks (Ingvald Varhaugvik) wuchs in Kalifornien und New York auf. Sie hatte den ersten Violinunterricht bei ihrem Vater und studierte dann an der Juilliard School bei Louis Persinger und Henry Temianka. Ihren Debütauftritt hatte sie 1942 in New York. Sie hatte dann als Solistin Auftritte mit den führenden Orchestern der USA wie dem Los Angeles Philharmonic Orchestra, dem Chicago Symphony Orchestra und dem New York Philharmonic Orchestra.
1946 zog die Familie nach Norwegen, von wo aus Wicks eine sehr aktive Tourneetätigkeit durch ganz Europa entfaltete. Höhepunkte in dieser Zeit waren die Aufführung und Aufzeichnung des Violinkonzerts von Jean Sibelius in Helsinki mit dem Dirigenten Sixten Ehrling und die Aufführung von Beethovens Violinkonzert 1953 in New York unter Bruno Walter.
Nach ihrer Heirat mit einem amerikanischen Geschäftsmann lebte sie wieder in den USA. Sie bekam fünf Kinder, wodurch sie ihre Konzerttätigkeit stark reduzieren musste. Ab 1966 nahm sie ihre Aktivitäten wieder in vollem Umfang auf. Sie studierte mit Ernest Bloch dessen Violinkonzert ein und führte die Violinkonzerte von Harald Sæverud und Klaus Egge in der Carnegie Hall auf. Bjarne Brustad komponierte für sie sein viertes Violinkonzert, das sie 1968 mit dem Philharmonieorchester Oslo unter Herbert Blomstedt aufführte. International beachtet wurde auch ihre Aufnahme von William Waltons Violinkonzert mit dem Philharmonieorchester Oslo unter Juri Simonow.
Von 1974 bis 1976 war Wicks Professorin für Violine an der Norwegischen Musikhochschule. Danach unterrichtete sie u. a. am Konservatorium und der Musikhochschule von San Francisco, in der University of Michigan, der Rice University in Houston und der Eastman School of Music in Rochester. Zu ihren Schülern zählen die Geiger Stephan Barratt-Due, Eivind Aadland, Alf Årdal und Henning Kraggerud. Für ihre Verdienste um die norwegische Musik wurde sie 1998 zum Ritter des Kongelege Norske Fortenstordenen ernannt.